# Рижская операция (1917)
О сражении Великой Отечественной войны см. Рижская операция (1944)
Рижская операция (нем. Schlacht um Riga; 1 сентября 1917 года — 6 сентября 1917 года) — военная операция на Восточном фронте Первой мировой войны, проведённая германской армией против русской армии и завершившаяся победой немецких войск и взятием Риги.
Боевые действия происходили на территории современной Латвии. В операции друг другу противостояли части 8-й немецкой и 12-й русской армий. После форсирования Западной Двины немецкими частями завязались упорные бои, в которых активное участие приняли бригады латышских стрелков. К 3 сентября российские войска были вынуждены оставить Ригу и отступить на северо-восток к Вендену. Потери немцев составили около 4000—5000 солдат и офицеров убитыми, ранеными, пленными и пропавшими без вести. В ходе Рижской операции русские войска потеряли до 25 000 человек, из них до 15 000 пленными и пропавшими без вести. Германские подразделения сумели захватить 273 орудия, 256 пулемётов, 185 бомбомётов, 48 миномётов, а также значительное число иного военного имущества. Однако полностью уничтожить 12-ю армию немецким войскам не удалось.

## Перед операцией
В феврале 1917 года в России произошла Февральская революция, император Николай II отрёкся от престола, монархия пала. В стране были образованы Временное правительство и Петроградский совет рабочих и солдатских депутатов (Петросовет), фактически в стране установилось двоевластие. В ходе Февральской революции Петросовет издал Приказ № 1, который первоначально предназначался только для восставших солдат Петроградского гарнизона, однако стихийно распространился по всей армии. Под влиянием данного Приказа начали создаваться солдатские комитеты, которые начали работу по демократизации армии и флота.
В действующей армии всё больше росло число революционно настроенных солдат. В апреле 1917 года генерал М. В. Алексеев писал: «В армиях развивается пацифистское настроение. В солдатской массе зачастую не допускается мысли не только о наступательных действиях, но даже о подготовке к ним, на каковой почве происходят крупные нарушения дисциплины, выражающиеся в отказе солдат от работ по сооружению наступательных плацдармов».
1 мая 1917 года Временное правительство подтвердило участие России в войне. Однако революционные изменения и положение в стране привели к быстрому развалу армии.
Помимо демократических процессов в армии и на флоте, боеспособность российской армии была снижена увольнениями и смещениями до 60 % лиц высшего командного состава действующей армии. Эти меры были проведены с целью установления контроля Временного правительства над армией.

## Положение на фронте
В начале 1917 года в районе Риги была проведена наступательная операция русских войск, которая привела к революционным выступлениям, в том числе и в сибирских частях, считавшихся наиболее дисциплинированными. Летом 1917 года русскими войсками было предпринято неудачное наступление, которое не принесло результатов. Эти бои показали революционные настроения в действующей армии и падение дисциплины и боеспособности российских войск на фронте.
В районе Риги оборону держала 12-я русская армия, которая по мнению советских историков была наиболее подвержена влиянию большевиков. После проведения Июньского наступления влияние меньшевиков и эсеров в солдатской среде начало падать. Революционные и антивоенные настроения, а также либерализация русской армии отрицательно влияли на боеспособность российских войск, в том числе и на соединения 12-й армии. В составе 12-й русской армии находились: 13-й, 21-й и 43-й армейские корпуса; 2-й и 6-й Сибирские корпуса, а также 2 бригады латышских стрелков. Однако численность этих подразделений была гораздо ниже штатной. Так например, в марте 1917 года по приказу военного министра А. И. Гучкова военнослужащие старше 43-х лет были демобилизованы. По данным военного историка, кандидата военных наук, полковника запаса А. Г. Кавтарадзе к началу августа 1917 года общий некомплект 12-й армии составлял свыше 30 000 военнослужащих (около 15 % численности). Пополнения прибывали на фронт низко дисциплинированными и необученными. В период с 15 по 31 июля 1917 года в 36-ю пехотную дивизию из тыла прибыло пополнение общей численностью 112 офицеров и 3192 солдата, из которых 3084 (то есть около 97 %) были совершенно не обучены.

## Планирование операции и силы сторон
Германское командование давно строило планы по захвату Риги. Пауль фон Гинденбург писал: «Мы уже в 1915 и 1916 гг. строили планы о том, как мы прорвём эту позицию». Начальник штаба Восточного фронта Макс Гофман отмечал, что: «Немецкое наступление на Петербург привело бы сейчас к полному развалу России».
Замысел германского командования о проведении наступления был известен российской стороне, однако никаких активных контрмер принято не было. Более того, российское командование облегчало общее положение для немецких войск своими действиями. Так, в июле по приказу командующего Северным фронтом В. Н. Клембовского был оставлен Икскюльский плацдарм на левом берегу Западной Двины, а в августе подразделения 6-го Сибирского корпуса были отведены на 12-15 км назад.
Овладение Ригой и разгром русских войск на этом участке фронта открывали путь немецкой армии к Петрограду. Для проведения Рижской операции немецкое командование привлекало 8-ю армию (командующий генерал от инфантерии Оскар фон Гутьер) в составе 3-х корпусов (6-й армейский корпус под командованием генерала от инфантерии Юлиуса Риманна, 51-й корпус особого назначения под командованием генерал-лейтенанта Альберта фон Беррера и 23-й резервный корпус под командованием генерала от инфантерии Хуго фон Катена). Всего германские войска насчитывали 11 пехотных и 2 кавалерийские дивизии (гвардейская запасная, 1-я гвардейская пехотная, 2-я гвардейская пехотная, 1-я кавалерийская, 1-я резервная, 14-я баварская пехотная, 42-я пехотная, 19-я резервная, 75-я резервная, 202-я пехотная, 203-я пехотная, 205-я пехотная и 4-я кавалерийская дивизии), около 600 орудий и 230 миномётов. В общей сложности на данном участке фронта германские войска имели около 2000 орудий.
По замыслу немецких генералов, наступающие войска должны были при поддержке артиллерийской группы под командованием подполковника Георга Брухмюллера форсировать Западную Двину у населённого пункта Икскюль и наступать на север к Риге. При этом командование немецкой армии рассчитывало окружить и уничтожить основные силы 12-й российской армии. Главная роль в предстоящей операции возлагалась на ударную группу под командованием генерала Беррера, в которую входили 19-я резервная, 14-я баварская, 2-я гвардейская и 203-я пехотные дивизии, которые должны были форсировать Западную Двину, захватить плацдармы и прорвать оборону российских войск.
К началу операции войска 12-й армии (командующий генерал-лейтенант Д. П. Парский), входившей в состав Северного фронта (командующий генерал от инфантерии В. Н. Клембовский), растянулись почти на 200 км и занимали следующее положение: побережье Рижского залива обороняли части 13-го корпуса под командованием генерал-лейтенанта П. А. Кузнецова (36-я пехотная, 5-я кавалерийская, 4-я Донская казачья дивизии, 10-я Туркестанская стрелковая и 1-я отдельная кавалерийская бригады), рижский плацдарм защищали 2-й Сибирский корпус под командованием генерал-лейтенанта В. Ф. Новицкого (4-я, 5-я, 20-я Сибирские стрелковые дивизии и 1-я латышская стрелковая бригада) и 6-й Сибирский корпус под командованием генерала от инфантерии Ф. Н. Васильева (3-я, 14-я, 18-я Сибирские стрелковые дивизии и 17-я кавалерийская дивизия), на восточным берегу Западной Двины находились 21-й корпус под командованием генерал-майора Н. П. Сапожникова (33-я, 44-я, 116-я, 185-я пехотные и 3-я особая пехотная дивизии) и 43-й корпус под командованием генерал-лейтенанта В. Г. Болдырева (109-я, 110-я, 186-я пехотные дивизии и 2-я латышская стрелковая бригада). На участке предполагаемого прорыва у Икскюля оборону занимала 186-я пехотная дивизия, которой командовал генерал-майор В. В. Викторов. Всего около 161 000 человек, 1149 орудий. В месте проведения боёв русская оборона состояла из 2-х укреплённых полос. В тылу российских войск на реке Большой Егель проводились работы по созданию 3-й оборонительной полосы.
Немецкое командование уделило большое внимание подготовке к предстоящему наступлению. Был обобщён и учтён опыт предыдущих операций по прорыву позиционного фронта. Особенное внимание было уделено проведению артиллерийской подготовки. Для нейтрализации российской артиллерии в первые часы артподготовки планировалось вести огонь химическими боеприпасами: 105-миллиметровыми ипритными снарядами "жёлтый крест" и 77-миллиметровыми фугасно-химическими снарядами "синий крест".
По воспоминаниям комиссара Северного фронта В. Б. Станкевича, из показаний немецкого перебежчика (уроженца Эльзаса) стало известно о приготовлениях противника «с такими подробностями, что штаб армии еще накануне послал предупреждение войскам быть готовыми к тому, что ночью противник начнет артиллерийский обстрел для того, чтобы утром перейти в наступление».

## Ход операции

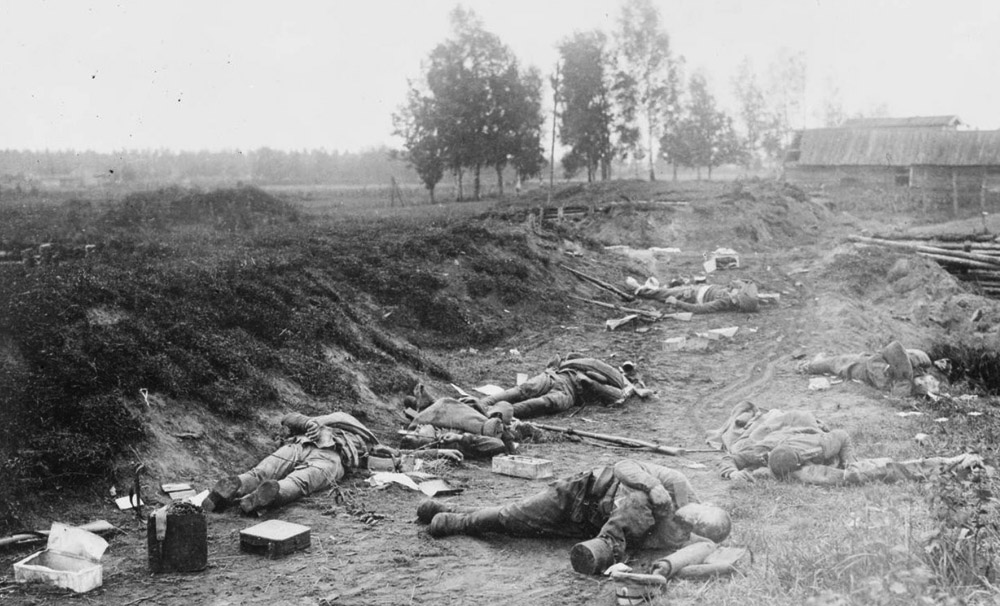
Погибшие от химического оружия русские пехотинцы, линии на реке Даугава. Солдаты не успели надеть имеющиеся противогазы

### 1-2 сентября
1 сентября 1917 года рано утром немецкая артиллерия начала артподготовку. Благодаря применению химических снарядов российская артиллерия была подавлена, занимавшая оборону у Икскюля 186-я русская пехотная дивизия также подверглась массированному обстрелу. В 9 часов утра подразделения 2-й гвардейской дивизии начали форсирование Западной Двины и атаковали позиции русских войск для захвата плацдарма. В этих ожесточённых боях 186-я дивизия понесла тяжёлые потери. Из 6575 человек боевого состава дивизия потеряла 3283 человека, что фактически составило половину. Один из полков дивизии — 742-й пехотный полк — был практически полностью уничтожен (в живых осталось около 150 человек, отравленных газами). У Огера, где оборону занимали части 21-го русского корпуса, подразделения 14-й баварской дивизии не смогли форсировать реку. Завязались бои, русские войска оказывали сопротивление, переходя в контратаки. Однако ликвидировать захваченные немцами плацдармы российским подразделениям не удалось. В 13 часов командующий 12-й армии Д. П. Парский приказал командиру 43-го корпуса В. Г. Болдыреву отбросить переправившиеся немецкие части обратно на западный берег реки. Для этой цели в его распоряжение были переданы из резерва: 33-я, 136-я пехотные дивизии, 2-я латышская стрелковая бригада и стрелковая бригада из состава 116-й пехотной дивизии. Однако одновременного контрудара не получилось, контратаковал лишь 130-й пехотный полк, который не получил поддержки.

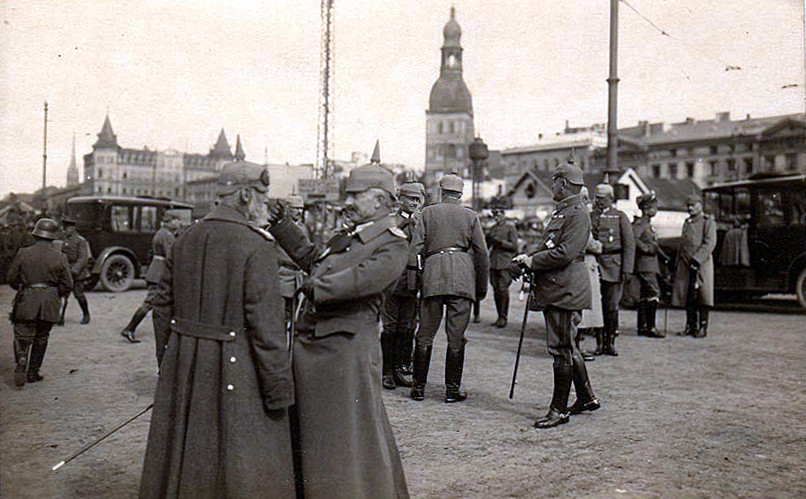
Германские войска в Риге, сентябрь 1917 года

2 сентября тяжёлая артиллерия немцев начала обстрел Риги, а немецкие части атаковали подразделения 6-го Сибирского корпуса, которые были вынуждены отойти. Генералу Болдыреву был снова отдан приказ отбросить германцев на западный берег Западной Двины. Из-за невозможности создать достаточную группировку войск контрудар снова не состоялся. В 15 часов 2 сентября части 14-й баварской дивизии прорвали позиции на реке Огер и отбросили 185-ю дивизию 21-го корпуса русских. 2-я гвардейская дивизия встретила упорное сопротивление 2-й бригады латышских стрелков, которые завязали бои с наступающими германскими частями у реки Малый Егель. Сопротивление латышских стрелков обеспечило возможность выхода из-под удара 2-му и 6-му Сибирским корпусам. Окружить 12-ю армию немцы не смогли. Несмотря на это, во исполнение директивы главнокомандующего российской армии Л. Г. Корнилова, командующий 12-й армией Д. С. Парский отдал приказ оставить позиции у Малого Егеля и отступать на 3-ю оборонительную линию. Этот шаг подорвал боевой дух российских войск, привёл к сдаче Риги и беспорядочному отступлению на северо-восток.

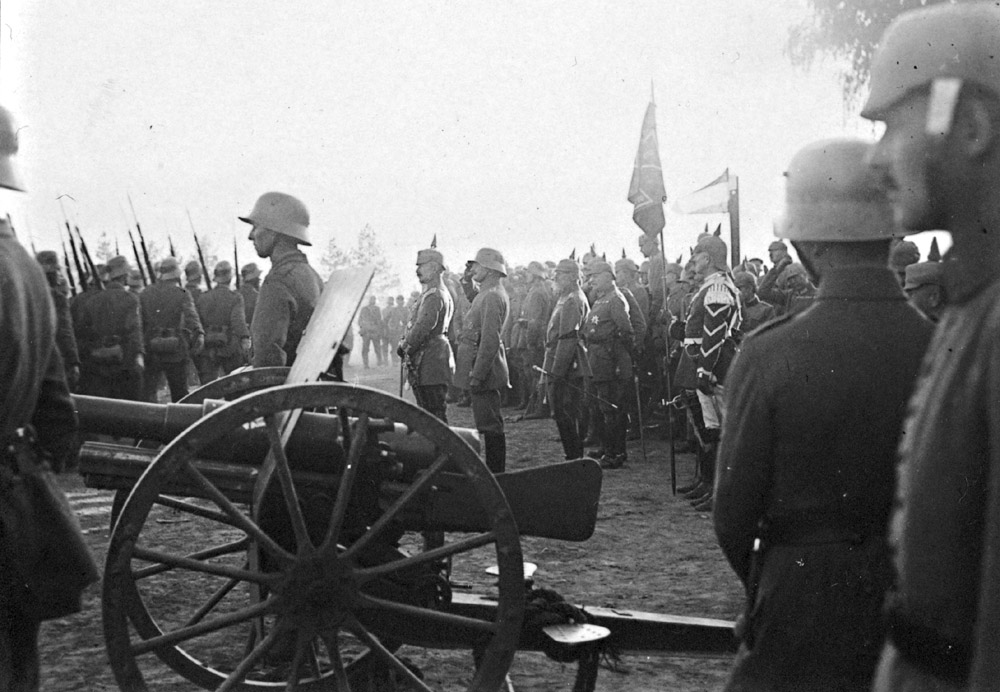
Кайзер Вильгельм II принимает парад в Риге в честь взятия города, 7 сентября 1917

### 3-6 сентября
3 сентября русские войска оставили Ригу. В последующие дни российские войска отступали к Вендену, теряя при этом артиллерию и обозы. Германцы преследовали отступавших довольно пассивно, в том числе и потому, что немецкое командование было вынуждено перебросить некоторые дивизии, участвовавшие в операции, в Италию и на Западный фронт. Лишь немецкая авиация активно преследовала колонны отступающих войск, нанося чувствительные удары по скоплениям войск и беженцев.
К 6 сентября 1917 года русские войска прекратили отступление и заняли оборону на Венденской позиции. Для укрепления этого важного направления российским командованием сюда были переброшены дивизии с Западного фронта и из Финляндии. Германцы ограничились выдвижением авангардов против новых позиций противника. 7 сентября в Риге состоялся торжественный парад, который принимал лично кайзер Вильгельм II. Лишь 21—22 сентября германские войска возобновили активность и силами 58-го корпуса генерала фон Шметтова захватили Якобштадтский плацдарм на западном берегу Западной Двины (на фронте 5-й русской армии).
Особое значение имели действия подразделений 10-го штурмового батальона германцев.

## Последствия

Трофеи, захваченные при взятии Риги, на заднем плане бомбомёты

Рижская операция 1917 года завершилась победой немецких войск, захватом Риги и её окрестностей. Российские войска потеряли до 25 000 человек, из них до 15 000 пленными и пропавшими без вести. Германские подразделения сумели захватить 273 орудия (из них 190 лёгких и 83 тяжёлых), 256 пулемётов, 185 бомбомётов, 48 миномётов, 111 000 артиллерийских снарядов различных калибров, а также значительное число другого военного имущества.
Потери немецкой армии составили (по русским оценкам) около 4000—5000 человек убитыми, ранеными, пленными и пропавшими без вести. По официальным германским данным потери немецких войск в Рижской и Моонзундской операциях составили: 1 259 человек убитыми и пропавшими без вести, 3 919 ранеными и 4 810 человек заболевшими (итого это составляет 9 888 человек общих потерь). С учётом того, что потери немцев в Моонзундской операции были невелики и составили 381 человек убитыми, ранеными и пропавшими без вести, то на долю потерь в Рижской операции приходится 9 507 человек общих потерь. Тем не менее, полностью уничтожить 12-ю армию немецким войскам не удалось. Избежать окружения российскому командованию помогла осведомлённость о планах немцев и об их действиях, а также упорное сопротивление российских подразделений в боях 1 и 2 сентября.
Стратегически, победа под Ригой не имела большого значения для немецкой армии. Но после сдачи Риги в среде латышских стрелков распространились слухи о предательстве русского командования. Это стало одной из причин выступления генерала Л. Г. Корнилова и усугубило политический кризис в России.
Командующий 8-й армией генерал Оскар фон Гутьер при наступлении у Икскюля вместо многодневной артподготовки (которая лишала атакующих внезапности) применил кратковременный обстрел химическими снарядами, который принёс немцам результаты. Впоследствии германское командование применяло эту тактику на Западном фронте при прорыве позиционного фронта союзников.
Другим последствием Рижской операции стала подготовка к эвакуации Петрограда. Поражение под Ригой вызвало серьёзные опасения в этом городе. По воспоминаниям британского посла Джорджа Бьюкенена, «уже были сделаны шаги к переводу государственных архивов в Москву, и правительство серьёзно рассматривало вопрос о перенесении туда своей резиденции». Слова Бьюкенена подтверждают архивные материалы. С 1 сентября 1917 года начало действовать Особое междуведомственное совещание (председатель — начальник военных сообщений Петроградского военного округа, полковник В. П. Дягилев). Основная задача совещания сводилась к поиску возможных к занятию зданий в Москве и других городах и распределению их между правительственными органами. Захват Якобштадтского плацдарма в сентябре 1917 года усилил подготовку к эквакуации. 4 октября А. Ф. Керенский предложил эвакуироваться в Москву самому Временному правительству, причём министры заявили, что необходим переезд из столицы и открывшегося в Мариинском дворце Совета Республики (Предпарламента): его хотели разместить в Московской консерватории и примыкающем к ней здании Синодального училища.

## Комментарии
1. ↑  Все даты в статье приведены по новому стилю.
2. ↑  По мнению советского историка И. И. Ростунова, войска 12-й армии не смогли сдержать натиск немецких войск, в том числе и из-за преступных действий отдельных командиров. Так, по его данным, командир 33-й пехотной дивизии М. Н. Скалон в момент боя не выполнил приказ командира 43-го корпуса В. Г. Болдырева об атаке переправившихся немцев[26].
3. ↑  С приходом немецкой армии в Ригу и её окрестности местным немцам была гарантирована безопасность[30], однако представители других национальностей, по выражению немецкого генерала Макса Гофмана, «без трогательной радости»[31] восприняли приход германской армии, что увеличило число беженцев.
4. ↑  Генерал Эрих Людендорф назвал Рижскую операцию «слабым суррогатом Молдавского наступления» (то есть Тарнопольского прорыва 6—15 июля 1917 г.)[36].

## Публикации в научных журналах
- А. Г. Кавтарадзе. Рижская операция 1917 года // Военно-исторический журнал. — 1967. — P. 118—123.
- Олейников А. В. Кампания 1917 года на Русском фронте первой мировой войны. // Военно-исторический журнал. — 2017. — № 2. — С.9—11.